# Komi Sélom Klassou
Komi Sélom Klassou (Notsé, 10 de febrero de 1960) es un político togolés que ejerció como primer ministro desde 2015 hasta 2020. Miembro de la gobernante Unión por la República (UNIR),  sirvió como ministro de cultura, juventud y deportes de 2000 a 2003, como ministro de Educación Primaria y Secundaria de 2003 a 2007, y como primer vicepresidente de la Asamblea Nacional de 2007 a 2015.
Klassou fue nombrado primer ministro de Togo el 5 de junio de 2015.

## Vida y carrera
Nació en Notsé en prefectura de Haho. Fue nombrado ministro de cultura, juventud y deportes en el gobierno nombrado el 8 de octubre de 2000, cargo que mantuvo hasta que fue nombrado ministro de educación primaria y secundaria en el gobierno nombrado el 29 de julio de 2003. También lideró la campaña de Faure Gnassingbé en las elecciones presidenciales de abril del 2005, y después de que el Tribunal Constitucional declarada a Gnassingbé el ganador de la elección, el cual era discutido por la oposición, Klassou lo llamó "una gran victoria para el pueblo de Togo".
Klassou ejerció como ministro de educación primaria y secundaria por más de cuatro años. Fue el primer candidato en la lista de candidatos de la Agrupación popular de Tongo por la prefectura Haho en las elecciones parlamentarias en octubre del 2007 y saliendo victorioso. El 24 de noviembre de 2007,  fue elegido como el primer vicepresidente de la Asamblea Nacional, y fue reemplazado en su puesto ministerial en el gobierno nombrado el 13 de diciembre de 2007.
Klassou era miembro de la Agencia Política del RPT.
Tras las elecciones parlamentarias en julio del 2013, Klassou fue reelegido como primer vicepresidente de la Asamblea Nacional el 2 de septiembre de 2013.

Tras la reelección del presidente Gnassingbé  en las elecciones presidenciales en abril de 2015,  nombró a Klassou como primer ministro el 5 de junio de 2015. Klassou tomó el mando el 10 de junio de 2015, sucediendo a Kwesi Ahoomey-Zunu. La composición del nuevo gobierno al mando de Klassou, el cual incluyó 23 ministros, fue anunciado el 28 de junio de 2015.
En septiembre de 2020 el presidente Faure Gnassingbé anunció que Klassou había renunciado. Fue sucedido por Victoire Tomegah Dogbé.